# Часовня Блаженного Николая над убиенными (Псков)
Часовня Святого Блаженного Николая над убиенными на Торговой площади — утраченная часовня во Пскове, построенная в память о помещиках, убитых во время восстания 1650 года.

## История
Во время восстания, произошедшего во Пскове в 1650 году из-за роста цен на хлеб, во Пскове были убиты девятеро помещиков и солдат. В память об убитых в городе в 1676 году была сооружена часовня, посвящённая святому Николаю Блаженному. Надпись в часовне гласила:
Лета 7158, от Рождества Христова 1650, Июля в 12 день, при Державе Государя Великаго Князя Алексея Михайловича всея России, во Пскове был ужасный бунт по причине зделаннаго Новгородским купцом Волком обмана против Боярина Морозова, будто за согласие с ним намерены всех Немецких купцов истребить. Во время сего бунта Псковскими мятежниками убито девять человек Псковских Помещиков, а имянно: Феодор Михайлов сын Нащокин, Петр Кирилов сын Сумороцкий, Яков Силин сын Неклюдов, Матфей Фомин и сын его Василий Матвеев, Кирилла Иванов сын Горышкин, Иуда Пахомов сын Сеславин, Варфоломей Прокопьев сын Харламов, Еремей Федоров сын Чиркин, да с ними убит солдат Иван.
В первой четверти XIX века деревянная часовня пришла в ветхость. В 1828 году её заменила каменная, с двумя колоннами, двускатной крышей с фонариком и надписью: «об убиенных во время Псковского восстания». По углам часовни были посажены деревья.
Часовня в память об убитых просуществовала до начала XX века. В 1922 году Псковский губисполком предложил епархии, которую тогда возглавлял Геннадий (Туберозов), перенести её в другое место с Советской площади (ранее — Торговой, ныне — Ленина) из-за необходимости строительства товарной ветки. В 1924 году часовня была разобрана. Вывеска же с надписью о помещиках, казнённых восставшими, с 1925 года экспонировалась в антирелигиозном отделе городского Музея революции. В настоящее время на месте часовни находится проезжая часть.